# 山本嘉子
山本 嘉子（やまもと よしこ、1936年〈昭和11年〉10月16日 - ）は、日本の俳優、声優。東京都出身。オフィス薫所属。夫は俳優の近藤洋介。

## 略歴
日本大学芸術学部卒業。
大学在学中の1958年3月、TBS放送劇団に6期生として入団。同期には白川澄子や貴家堂子がいる。それ以前は劇団山王に所属していた。
その後は青年工房、中川プロ、土の会、赤坂プロダクション、江崎プロダクション、サンエース企画に所属していた。

## 人物
音域はアルト。
本人によると、「自然にアテる」ことができ、素直にやっているのがいいという役柄を担当することが多かった。また、悲劇的状況に追いやられる役を演じる機会も多いといい「（自身の声が）不安定な声、少し怯えたような声、色気のない声だから。感情の切り換えが速く、ちょっとたどたどしい喋り方、それが逆に成熟していない女性の声に合うのね」と語っている。
キャリア初期の1958年10月、芸術祭参加作品のテレビドラマ『マンモスタワー』のヒロイン、片桐奈美役に抜擢される。演出の石川甫によると、奈美役は松竹歌劇団、俳優座などの劇団女優を起用する予定だったが、テレビドラマ『おさげ社長』に出演していた山本が目に留まり、性格的な明るさやドライな感じが役に合うと感じて起用をすることを決めたと述べている。同作品への出演にあたり、山本は千葉県船橋市の清風会で乗馬を学び、ダン矢田から洋舞を学んだ。
テレビアニメ『サザエさん』では、磯野ワカメ役を1969年の開始から1976年まで担当していた。降板理由に関しては健康上の理由だとされている一方、後任となった野村道子は「（山本が）ちょっとフランスへ行っちゃったので、代わりの人を決めるオーディションがあった」と話している。
子どもがいることを明かしており、1975年には「（学校の）PTAに出かけると『ワカメちゃんやって！』と奥さんたちに頼まれるから恥ずかしくって⋯⋯」と語っている。
趣味は陶芸。特技はフランス語。また、点字に関する資格を取得している。

## 出演
太字はメインキャラクター。

### テレビアニメ
1965年
- ジャングル大帝（第1作）（マリー）

1966年
- ハリスの旋風（アー坊）

1968年
- アニマル1（東六郎）
- 佐武と市捕物控（太郎吉）

1969年
- 海底少年マリン（ジョン少年、ピット少年）
- サザエさん（1969年 - 1976年、磯野ワカメ〈初代〉）
- 忍風カムイ外伝（ゲンタ）

1970年
- 昆虫物語 みなしごハッチ（アーヤ）

1971年
- あしたのジョー
- 国松さまのお通りだい（アー坊）
- 新オバケのQ太郎（1971年 - 1972年、ドロンパ）
- ゴルゴ13
- ふしぎなメルモ（ビリ犬）

1972年
- おんぶおばけ（おじょう）
- 樫の木モック（子ガラス、マリオ）
- 天才バカボン
- ムーミン（おしゃまさん）

1973年
- 空手バカ一代（1973年 - 1974年）
- 荒野の少年イサム
- ジャングル黒べえ（ガック〈2代目〉）
- ど根性ガエル
- ミラクル少女リミットちゃん（浅見友男）
- ワンサくん（チビクロ、イチロー）

1974年
- てんとう虫の歌（一週水男〈初代〉）

1975年
- タイムボカン（ミケロボ）

1977年
- 家なき子（アーサー）

1978年
- 闘将ダイモス（子供）
- 星の王子さま プチ・プランス（クリフ、ジム）

1980年
- 鉄腕アトム (アニメ第2作)（プーク、ピピ）

1981年
- あしたのジョー2

1983年
- イーグルサム（チッチ）

1991年
- おちゃめなふたご クレア学院物語（マドモアゼル）

### 劇場アニメ
- みなしごハッチ 忘れな草に願いをこめて（1971年、アーヤ）
- みなしごハッチ ママにだかれて（1972年、アーヤ）

### 吹き替え

#### 映画
- 哀愁 ※テレビ東京版
- 愛すれど心さびしく（ミック〈ソンドラ・ロック〉）※テレビ朝日版
- 愛の泉（フランセス〈ドロシー・マクガイア〉）
- 青い大きな海（次男）※NHK版
- アメリカン・グラフィティ（キャロル・モリソン〈マッケンジー・フィリップス〉）※テレビ朝日版
- アルプスの少女ハイジ（クララ〈ズライカ・ロブソン〉）※NHK版
- いたずら幽霊（〈ステファン・ブラウン〉）
- いつか見た青い空（〈エリザベス・ハートマン〉）
- 大いなる遺産（若年期のエステラ・ハヴィシャム〈ジーン・シモンズ〉）
- オリヴァ・ツイスト（オリバー・ツイスト〈ジョン・ハワード・デイヴィス〉）※NHK版
- 華氏451 ※TBS版
- 風と共に去りぬ　※ NTV旧録版　(プリシー<バタフライ・マックイーン>)
- かもめの城（アグネス・ラーボー〈パトリシア・ゴッジ〉）
- 渇いた太陽（ヘブンリー〈シャーリー・ナイト〉）
- 汚れなき瞳（キャシー〈ヘイリー・ミルズ〉）※NHK版
- さよなら、おんぼろアン（〈ミア・ファーロー〉）
- さよならをもう一度（ギャビー〈ユタ・テーガー〉）
- J&S/さすらいの逃亡者（サニー〈スーザン・ジョージ〉）
- シービスケット物語（マーガレット・オハラ〈シャーリー・テンプル〉）
- 聖衣 ※フジテレビ版
- 底抜けもててもてて
- 鳥（キャシー・ブレナー〈ヴェロニカ・カートライト〉）※TBS版
- ダーティ・メリー/クレイジー・ラリー（メリー・クームズ〈スーザン・ジョージ〉）※テレビ東京版
- ナポリ湾（マリエット）
- 人間の運命（ワニーシカ〈ボウリク・ボリスキー〉）※NHK版
- パパ大好き（アーニー）
- パリのめぐり逢い（〈ウタ・タジェール〉)
- フィオナが恋していた頃
- 窓（トミー・ウッドリー〈ボビー・ドリスコール〉）
- 勇気ある追跡（マティ・ロス〈キム・ダービー〉）※テレビ東京版

#### ドラマ
- うちのママは世界一（トリーシャ）
- 宇宙家族ロビンソン（ウィル・ロビンソン〈ビル・ムーミー〉）
- 奥様は魔女
  - 「北極のサンタクロース」（マイケル〈ビル・ムーミー〉）
- かわいい魔女ジニー 第11話（カスター）
- 警部マクロード
  - 「ホテル強盗四人組」（ホリー〈シャロン・ファレル〉）
- 逃亡者 #6「小さな魔女」（マーヴィン）
- ブロンコ・シャイアン

#### アニメ
- 進めや進め!スモーキー
- スヌーピーとチャーリー（バイオレット）
- ポパイ（オリーブ）※NHK版

### テレビドラマ
- おさげ社長（1958年）[10][15]
- マンモスタワー（1958年） - 片桐奈美[10]
- アイ・ラブ・亭主（1959年） - 不良少女[10]

### ラジオドラマ
- ウチのお父ちゃん（1958年） - 美容院の助手[27]

### その他
- シート・レコード「しびれのスカタン」（スカタン）